# 42-га Премія мистецтв Пексан
42-га Церемонія Премії мистецтв Пексан (кор. 제42회 백상예술대상) — відбулася в Сеулі (Національний театр Кореї) 14 квітня 2006 року. Транслювалася на телеканалі SBS. Ведучими були Сін Тон Йоп, Чон Чі Йон та Юн Хьон Джін.

## Номінанти та переможці
Повний список номінантів та переможців. Переможці виділені жирним шрифтом та подвійним хрестиком ().

### Кіно
| Тесан (Велика нагорода) - «Король і блазень» (фільм) | |
| Найкращий фільм - «Кривавий дощ» - «Знову розквітнути» - «Дуелянт» - «Король і блазень» - «Співчуття пані Помсті» | Найкраща режисерська робота - Лі Мьон Се — «Дуелянт» - Кім Чжі Ун — «Солодке життя» - Лі Чун Ік — «Король і блазень» - Пак Чхан Ук — «Співчуття пані Помсті» - Пак Чін Пхьо — «Ти моє сонечко» |
| Найкращий режисерський дебют - Кім Те У — «Заборонений квест» - Пан Ин Джі — «Принцеса Аврора» - Кім Сон Су — «Дикий біг» - Пак Кван Хьон — «Ласкаво просимо до Донмакголь» - Юн Чон Бін — «Непрощений»                                                               | Найкращий сценарій - Ко Юн Хі — «Правила побачень» - Чхве Сок Хван — «Король і блазень» - Чон Чі У — «Знову розквітнути» - Кім Те У — «Заборонений квест» - Лі Вон Дже — «Кривавий дощ» |
| Найкраща чоловіча роль - Лі Бьон Хон — «Солодке життя» як Кім Сон У - Чха Син Вон — «Кривавий дощ» як Лі Вонґю - Хван Чон Мін — «Ти моє сонечко» як Сок Джун - Чон Чі Йон — «Король і блазень» як король Йонсан - Пак Хе Іль — «Правила побачень» як Лі Ю Рім         | Найкраща жіноча роль - Лі Йон Е — «Співчуття пані Помсті» як Лі Гимджа - Чан Чі Йон — «Синя ластівка» як Пак Кьон Вон - Чон То Йон — «Ти моє сонечко» як Ин Ха - Ка Хє Джон — «Правила побачень» як Чхве Хон - Ом Чон Хва — «Принцеса Аврора» як Чон Сун Джон                                      |
| Найкращий акторський дебют (чоловіки) - Лі Джун Гі — «Король і блазень» як Кон Ґіль - Чхон Чон Мьон — «Агресивний» як Сойо - Ха Чон У — «Непрощений» як Ю Тхе Джон - Лі Тхе Сон — «Знову розквітнути» як Лі Сок/Лі Су - Ерік Мун — «Червневий щоденник» як Кім Тон Ук | Найкращий акторський дебют (жінки) - Чон Ю Мі — «Знову розквітнути» як 17-річна Чо Ін Йон - Кім А Джун — «Коли романтика зустрічається з долею» як Лі Кьон Дже - Кім Ок Він — «Голос» як Йон Ин - Кім Ю Мі — «Гай віялових пальм» як Хва Йон/Чон Сун - Сон Хє Кьо — «Моя дівчинка і я» як Пе Су Ин |
| Нагорода за популярність (чоловіки) - Хьон Бін — «Перше кохання міліонера» як Кан Че Ґьон | Нагорода за популярність (жінки) - Кім А Джун — «91 кілограм краси» як Ганна Кан/Дженні |

### Телебачення
| Тесан (Велика нагорода) - «Моя кохана Сам Сун» (серіал) (MBC) | |
| Найкращий серіал - «Земля» (SBS) - «Мода 70-их» (SBS) - «Золоте яблуко» (KBS) - «Моя кохана Сам Сун» (MBC) - «Моє рожеве життя» (KBS) | Найкраща розважальна програма - «Уява Плюс» (KBS) - «Знак оклику: Відкриває очі» (MBC) - «Щасливі разом: Друзі» (KBS) - «Будь дуже амбітним — Розпитай 10 000 людей» (SBS)                          |
| Найкраща освітня програма - «Я йду — 2-га Токійська літня школа» (SBS) - «Запитання без відповідей: Неодружені тати, що обрали виховання дітей» (SBS) - «Відкриття у читтанні» (KBS) - «Ваші пальці, піаністко Хі Е» (MBC) - «Канал е про знання» (EBS) | Найкраща режисерська робота - Кім Чон Чхан — «Моє рожеве життя» - Кім Юн Чхоль — «Моя кохана Сам Сун» - Лі Чон Хан — «Земля»                                                                        |
| Найкращий режисерський дебют - Кім Кю Тхе — «Кохання, щоб вбивати» - Ім Тхе У — «5-та Республіка» - Ю Ін Сік — «Погана домогосподарка» | Найкращий сценарій - Кім То У — «Моя кохана Сам Сун» - Лі Чон Сон — «Будь сильна, Кимсун!» - Мун Йон Нам — «Моє рожеве життя»                                                                       |
| Найкраща чоловіча роль - Кім Чу Хьок — «Коханці у Празі» як Чхве Сан Хьон - Сон Хьон Чжу — «Моє рожеве життя» як Пан Сон Мун - Ом Тхе Ун — «Воскресіння» як Со Ха Ин/Ю Сін Хьок                                                                         | Найкраща жіноча роль - Чхве Чін Сіль — «Моє рожеве життя» як Мен Сун І - Кім Хьон Джу — «Земля» як Чхве Со Хі - Кім Сон А — «Моя кохана Сам Сун» як Кім Сам Сун                                     |
| Найкращий акторський дебют (чоловіки) - Чхон Чон Мьон — «Мода 70-их» як Чан Бін - Чу Чі Хун — «Палац» як кронпринц Лі Сін - Кан Чі Хван — «Будь сильна, Кимсун!» як Ку Че Хі                                                                            | Найкращий акторський дебют (жінки) - Лі Йон А — «Золоте яблуко» як Кьон Сук у дитинстві - Нам Сан Мі — «Мила шпигунка» як Лі Сун Е - Юн Ин Хє — «Палац» як Сін Чхе Ґьон                             |
| Найкращий учасник розважальної програми - Ю Че Сок — «Хороша неділя» - Пак Мьон Су — «Король суботи», «Хороша неділя» - Тхак Че Хун — «Уява Плюс» | Найкраща учасниця розважальної програми - Кім Сін Йон — «Люди шукають можливість посміятися» - Кан Ю Мі — «Концерт жартів» - Хьон Йон І — «Привіт, Франческо: Сезон 3», «Щаслива неділя: Героїня 6» |
| Нагорода за популярність (чоловіки) - Чо Хьон Дже — «Балада про Содона» як Содон | Нагорода за популярність (жінки) - Ю Хьон Йон — «Погана родина» як Ха Пу Ґьон |

### Інші нагороди
| Нагороди                     | Отримувач              |
| ---------------------------- | ---------------------- |
| Нагорода за моду від InStyle | Лі Джун Гі, Ом Чон Хва |
| Особлива нагорода            | Кім Хьон Ґон           |